# Olga San Nicolás Rolando
Olga San Nicolás Rolando (València, 23 de març de 2005), coneguda simplement com a Olga, és una futbolista professional valenciana que juga com a davantera al València CF de Primera Divisió.
Olga debutà amb el primer equip als setze anys. La seua primera temporada va participar en 16 partits amb el València (14 a la Lliga Espanyola Femenina i dos a la Copa de la Reina) per un total de 528 minuts. Va marcar un gol i feu dos assistències la temporada 2021-22.